# Divinylsulfid
Divinylsulfid ist eine chemische Verbindung aus der Gruppe der Organoschwefelverbindungen.

## Vorkommen
Divinylsulfid kommt natürlich in Bärlauch vor.

## Gewinnung und Darstellung
Divinylsulfid wurde erstmals 1920 von O. B. Helfrich und E. E. Reid synthetisiert. Bei der Untersuchung der Reaktion von Senfgas mit Natriumethoxid isolierten sie die Verbindung anstelle des erwarteten 2,2'-Diethoxydiethylsulfids.
{\displaystyle {\ce {(ClCH2CH2)2S + 2 NaOEt -> (CH2=CH)2S + 2 EtOH + 2 NaCl}}}
Später zeigten S. H. Bales und S. A. Nickelson bei der Untersuchung der Dehydrochlorierung von Senfgas mit alkoholischem Kaliumhydroxid, dass das Hauptprodukt dieser Reaktion ebenfalls Divinylsulfid in Ausbeuten von 26 bis 35 % ist, abhängig von der Konzentration des Wassers im Reaktionsgemisch. Heute sind noch viele weitere Syntheseverfahren bekannt.
Eine Methode mit hoher Ausbeute ist die Synthese durch Reaktion von Acetylen mit Schwefelwasserstoff. Das Auftreten von Divinylsulfid in Acetylen bei dessen Herstellung aus Calciumcarbid kann auf das Vorhandensein von Spuren von Calciumsulfid in handelsüblichem Calciumcarbid zurückgeführt werden.

## Eigenschaften
Divinylsulfid ist eine instabile farblose Flüssigkeit mit leichtem Geruch, die schwer löslich in Wasser ist. Von konzentrierter Schwefelsäure wird es unter Rotfärbung zersetzt.